# Todorići (gmina Bileća)
Todorići (cyr. Тодорићи) – wieś w Bośni i Hercegowinie, w Republice Serbskiej, w gminie Bileća. W 2013 roku liczyła 6 mieszkańców.